# Air Express Algeria
Air Express Algeria es una aerolínea de carga con base en Hassi Messaoud, Argelia. Fue fundada en 2002 y efectúa vuelos de cabotaje y a campos petrolíferos. Su base principal es el Aeropuerto Oued Irara, Hassi Messaoud.

## Flota
La flota de Air Algeria Express incluye los siguientes aviones (en marzo de 2007):
- 1 Let L-410 UVP-E
- 1 Raytheon Beech 1900D Airliner
- 1 Let L-420
- 1 Pilatus PC6